# Heterohelea minutissima
Heterohelea minutissima är en tvåvingeart som beskrevs av Clastrier 1985. Heterohelea minutissima ingår i släktet Heterohelea och familjen svidknott.
Artens utbredningsområde är Nya Kaledonien. Inga underarter finns listade i Catalogue of Life.